# 2016年リオデジャネイロオリンピックのフェンシング競技
2016年リオデジャネイロオリンピックのフェンシング競技（2016ねんリオデジャネイロオリンピックのフェンシングきょうぎ）は2016年8月6日から8月14日までアレーナ・カリオカ3で開催された。国際フェンシング連盟(FIE)管轄。

## 実施競技
- サーブル（男女個人・女子団体）
- エペ（男女個人・男女団体）
- フルーレ（男女個人・男子団体）

サーブル、エペ、フルーレの男女団体は種目数の制約から、それぞれ2008年北京オリンピックから今大会までの3大会のうち2大会のみで開催される。
なお男子サーブル団体、女子フルーレ団体は2016年にリオデジャネイロで開催される世界選手権を五輪リハーサル大会として実施される。

## 出場資格
（参照）
合計212名の選手が出場する。団体戦は世界ランク上位4カ国と大陸別（アジア＆オセアニア、アフリカ、アメリカ、ヨーロッパ）各1カ国の計8カ国（ただし、世界ランク5位～16位にランクインしていない大陸は大陸別の出場権を得られない）から3名ずつの選手が出場する。
団体戦が行われる種目の個人戦には、団体戦の出場選手（計24名）と、団体戦の出場国を除く国の選手を対象として、世界ランクと最終予選を通じて大陸別に選ばれた11名（1カ国からは1名のみ）の計35名が出場する。
個人戦のみが行われる種目（男子サーブル、女子フルーレ）には、1.世界ランク上位14名（1カ国からは2名まで）、2.世界ランクを通じて大陸別に選ばれた8名（1カ国からは1名まで、1と合わせて2名まで）、3.最終予選を通じて大陸別に選ばれた10名（1カ国からは1名のみ、1と2で出場権を得た選手の属する国は対象外）の計32名が出場する。なお、女子フルーレにおいては、上記とは別に主催者推薦として、サウジアラビアの選手が選出され、同国から派遣された4名の女性選手の中の一員となった。
なお開催国ブラジルは、上記とは別に男女合わせて8枠の出場枠を持ち、男子エペに3枠、女子エペと女子フルーレに2枠ずつ、女子サーブルに1枠を割り当てた。その結果、自力で獲得した出場枠（男子フルーレ団体・個人、男子サーブルと女子エペ個人1枠ずつ）と合わせて、個人戦の全種目と団体戦3種目の出場権を獲得した。
日本からは、いずれもアジア・オセアニアの選手を対象とした世界ランクまたは最終予選を通じて出場権を獲得した6名の選手が派遣され、見延和靖（男子エペ）が6位入賞、佐藤希望（旧姓：中野）（女子エペ）が8位入賞の成績を収めた。

## 競技結果

### 男子
| 種目         | 金                                                                                             | 銀                                                                                               | 銅 |
| ------------ | ---------------------------------------------------------------------------------------------- | ------------------------------------------------------------------------------------------------ | --- |
| エペ個人     | 朴相泳 韓国 (KOR)                                                                              | ゲーザ・イムレ ハンガリー (HUN)                                                                  | ゴティエ・グルミエ フランス (FRA)                                                                                        |
| エペ団体     | フランス (FRA) ゴティエ・グルミエ ヤニク・ボレル ダニエル・ジェレン ジャン＝ミシェル・リュセネ | イタリア (ITA) エンリーコ・ガロッツォ マルコ・フィチェラ パオロ・ピッツォ アンドレア・サンタレリ | ハンガリー (HUN) ガーボル・ボツコー ゲーザ・イムレ アンドラーシュ・レードリ ペーテル・ソムファイ                         |
| フルーレ個人 | ダニェーレ・ガロッツォ イタリア (ITA)                                                          | アレクサンダー・マッシャラス アメリカ合衆国 (USA)                                                | ティムル・サフィン ロシア (RUS)                                                                                          |
| フルーレ団体 | ロシア (RUS) ティムル・サフィン アルトゥル・アハマトフジン アレクセイ・チェレミシノフ          | フランス (FRA) ジェレミ・カド エンゾ・ルフォル エルワン・ル・ペシュー ジャン＝ポル・トニ・エリセ | アメリカ合衆国 (USA) マイルズ・チャムリー＝ワトソン レース・インボデン アレクサンダー・マッシャラス ゲレク・メインハート |
| サーブル個人 | アーロン・シラーギ ハンガリー (HUN)                                                            | ダリル・ホーマー アメリカ合衆国 (USA)                                                            | 金正桓 韓国 (KOR) |

### 女子
| 種目         | 金                                                                                                 | 銀                                                                                               | 銅 |
| ------------ | -------------------------------------------------------------------------------------------------- | ------------------------------------------------------------------------------------------------ | --- |
| エペ個人     | エメシェ・サース ハンガリー (HUN)                                                                  | ロッセラ・フラミンゴ イタリア (ITA)                                                              | 孫一文 中国 (CHN)                                                                                              |
| エペ団体     | ルーマニア (ROM) ロレダナ・ディヌ シモナ・ゲルマン シモナ・ポップ アナ・マリア・ポペスク           | 中国 (CHN) 郝佳露 孫一文 孫玉潔 許安琪                                                           | ロシア (RUS) オルガ・コチネワ ヴィオレッタ・コロボワ タチヤナ・ログノワ リュボフ・シュトワ                     |
| フルーレ個人 | インナ・デリグラゾワ ロシア (RUS)                                                                  | エリザ・ディ・フランチスカ イタリア (ITA)                                                        | イネス・ブバクリ チュニジア (TUN)                                                                              |
| サーブル個人 | ヤナ・エゴリアン ロシア (RUS)                                                                      | ソフィヤ・ヴェリカヤ ロシア (RUS)                                                                | オルハ・ハルラン ウクライナ (UKR)                                                                              |
| サーブル団体 | ロシア (RUS) ソフィヤ・ヴェリカヤ ヤナ・エゴリアン イェカチェリナ・ジヤチェンコ ユリヤ・ガヴリロワ | ウクライナ (UKR) オルハ・ハルラン オレナ・クラヴァチカ アリナ・コマシュチュク オレナ・ヴォロニナ | アメリカ合衆国 (USA) モニカ・アクサミット イブティハジ・ムハンマド ダグマラ・ウォズニアック マリエル・ザグニス |

## 国・地域別のメダル獲得数
| 順   | 国・地域             | 金 | 銀 | 銅 | 計 |
| ---- | -------------------- | -- | -- | -- | -- |
| 1    | ロシア (RUS)         | 4  | 1  | 2  | 7  |
| 2    | ハンガリー (HUN)     | 2  | 1  | 1  | 4  |
| 3    | イタリア (ITA)       | 1  | 3  | 0  | 4  |
| 4    | フランス (FRA)       | 1  | 1  | 1  | 3  |
| 5    | 韓国 (KOR)           | 1  | 0  | 1  | 2  |
| 6    | ルーマニア (ROM)     | 1  | 0  | 0  | 1  |
| 7    | アメリカ合衆国 (USA) | 0  | 2  | 2  | 4  |
| 8    | 中国 (CHN)           | 0  | 1  | 1  | 2  |
| 8    | ウクライナ (UKR)     | 0  | 1  | 1  | 2  |
| 10   | チュニジア (TUN)     | 0  | 0  | 1  | 1  |
| 合計 | 合計                 | 10 | 10 | 10 | 30 |